# رابی برنز (بازیکن فوتبال)
رابی برنز (انگلیسی: Robbie Burns؛ زادهٔ ۱۵ نوامبر ۱۹۹۰) بازیکن فوتبال اهل بریتانیا است.
از باشگاه‌هایی که در آن بازی کرده‌است می‌توان به باشگاه فوتبال نانیتون تاون، باشگاه فوتبال هیتچین تاون، باشگاه فوتبال ترانمره راورز، و باشگاه فوتبال لستر سیتی اشاره کرد.